# 645 г. пр.н.е.

## Събития

### В Азия

#### В Асирия
- Цар на Асирия е Ашурбанипал (669/8 – 627 г. пр.н.е.).[1]
- Цар Кандалану (648/7 – 627 г. пр.н.е.) управлява Вавилон като подчинен на асирийския цар.[2]
- През лятото Ашурбанипал започва наказателен поход срещу арабските племена като асирийската войска извършва бързи преходи и заема важните оазиси и местата за водопой в пустинята. Част от арабските вождове предпочитат да не се съпротивляват, а друга част са предадени на асирийците. Така границата с пустинята е омиротворена.[3]

#### В Скития
- Около тази година умира скитския владетел Бартатуа, който е наследен от сина му Мадий.[4]

### В Африка

#### В Египет
- Псаметих (664 – 610 г. пр.н.е.) е фараон на Египет.[5][6]

## Починали
- Архилох, един от най-ранните гръцки и европейски лирици (роден ок. 680 г. пр.н.е.)
- Бартатуа, скитски владетел